# Port lotniczy Basra
Port lotniczy Basra (IATA: BSR, ICAO: ORMM) – międzynarodowy port lotniczy położony w Basrze, w południowo-wschodnim Iraku.

## Linie lotnicze i połączenia
- AVE.com
- Jupiter Airlines (Dubaj)
- Iraqi Airways (Bejrut, Damaszek, Dubaj, Irbil, Oman)
- Royal Jordanian (Amman)
- Flying Carpet Airlines (Bejrut)
- Emirates (Dubaj)